# Hoplophorella lanceoseta
Hoplophorella lanceoseta är en kvalsterart som först beskrevs av Balogh och Sandór Mahunka 1981.  Hoplophorella lanceoseta ingår i släktet Hoplophorella och familjen Phthiracaridae. Inga underarter finns listade i Catalogue of Life.